# 若宮谷川
若宮谷川（わかみやだにがわ）は、徳島県三好市を流れる吉野川水系の河川である。

## 地理
三好市（旧三好郡西祖谷山村字一宇）の水源から三好市内を経て祖谷川へ合流する。河川には四国電力の発電用ダムである若宮谷ダムが設けられている。
祖谷川の支流には他にも松尾川に松尾川ダムが設けられている。

## 利水施設
- 若宮谷ダム

## 流域の自治体
徳島県
三好市